# Christian Wahnschaffe
Christian Wahnschaffe é um filme de drama mudo alemão de 1920 realizado por Urban Gad e protagonizado por Conrad Veidt, Lillebil Ibsen e Fritz Kortner. Foi lançado em duas partes,  Weltbrand em novembro de 1920 e Die Flucht aus dem goldenen Kerker em março de 1921. É uma adaptação do romance de mesmo título, de Jakob Wassermann. O filme permanece em existência e foi restaurado em 2018 pela Friedrich-Wilhelm-Murnau-Stiftung.
Os cenários do filme foram desenhados pelo diretor de arte Robert A. Dietrich.

## Elenco

### Parte 1:Weltbrand
- Conrad Veidt como Christian Wahnschaffe
- Lillebil Ibsen como Eva Sorel
- Hermann Vallentin como Cardillac
- Hugo Flink
- Fritz Kortner como Iwan Becker
- Ernst Matray
- Theodor Loos como Amadeus Voß
- Helga Molander como Laetitia
- Leopold von Ledebur como Großfürst
- Frida Richard como Arbeiterfrau
- Franz Sutton como Arbeiter Kroll
- Josef Peterhans como Geheimagent des Großfürsten
- Paula Barra
- Fritz Feld
- Sadjah Gezza
- Paul Graetz
- Ilka Grüning
- Esther Hagan
- Leopoldine Konstantin
- Maria Reisenhofer
- Margarete Schlegel
- Reinhold Schünzel
- Sylvia Torf
- Rosa Valetti
- Aruth Wartan

### Parte 2:Die Flucht aus dem goldenen Kerker
- Conrad Veidt as Christian Wahnschaffe
- Magda Madeleine as Wahnschaffes Geliebte
- Werner Krauss as Niels Heinrich
- Ernst Pröckl as Amadeus Voß
- Esther Hagan as Dirne Karen Engelschall
- Margarete Kupfer as Mutter Engelschall
- Rose Müller as Ruth Hofmann
- Fritz Feld as Idiot
- Ernst Dernburg
- Ilka Grüning
- Emil Heyse
- Lillebil Ibsen
- Jenny Marba
- Hella Moja
- Reinhold Schünzel